# Тузла (остров)
Ту́зла (крымскотат. Tuzla, Тузла, укр. Тузла, от тюрк. tuz «соль», тур., кыпч. tuzlu «солёный») — песчаный остров в Керченском проливе Азовского моря между Керченским полуостровом Крыма на западе и Таманским полуостровом Краснодарского края на востоке.

## История
В Античности (2,5 тысячи лет назад) уровень моря был на 4 метра ниже современного, это означало, что на месте современной Тузлы был достаточно обширный участок суши, являвшийся частью Таманского полуострова. Сам же Таманский полуостров в ту эпоху был частью дельты Кубани, и отделялся от остальной части суши речными протоками, которые впадали в Азовское и Чёрное моря. Протока Старая Кубань, которая впадала в Кизилташский лиман, а далее через Бугазский лиман и проран в западной части отделяющей лиман от моря Бугазской косы, называвшийся «Бугазское гирло», изливалась в Чёрное море, в начале XX века большей частью заполнилась наносами, что привело к тому, что Кубань стала впадать только в Азовское море. Напротив современной Тузлы в Античности было значительное сужение судоходной части Боспора Киммерийского (Керченского пролива) в направлении Крымского побережья. Южнее современной Тузлы в Античности и Средневековье была большая корабельная стоянка, в пользу этого говорит то, что за последние годы на глубине 5—7 м была собрана самая большая в России коллекция якорей VI века до н. э. — XI века н. э. Южнее Тузлы под водой обнаружены остатки двух античных поселений. Существуют следы древней переправы между мысами Тузла и Ак-Бурун. Некоторые историки отождествляют Тузлу с упоминаемым у античных авторов островом Алопека, располагавшимся в акватории Боспора Киммерийского и, когда остров периодически соединялся с азиатским берегом Боспора, получающуюся косу использовали в качестве подъезда к переправе через самую узкую часть Боспора Киммерийского, располагавшуюся между Алопекой и европейским берегом Боспора. Другие историки, а также геологи подобную гипотезу отвергают, полагая, что ни острова, ни косы Тузлы в античное время вообще не существовало.
Косу Тузла относят к отмирающим аккумулятивным формам Керченского пролива. Судя по географическим картам XVII века, коса Тузла неоднократно изменяла свою структуру — то распадалась на несколько островов, то соединялась с Таманским полуостровом. Аналогичные по своему характеру процессы наблюдались и в XIX веке. Ретроспективный анализ показывает, что Тузла чаще была не единой косой, соединяющейся с берегом Таманского полуострова, а представляла собой группу островов.
В 1857 году начались работы по укреплению и искусственной отсыпке в сторону крымского берега (в направлении Павловского мыса) западного острова этой группы, называемого в то время Средняя коса. Целью работ было перегородить Керченский пролив таким образом, чтобы проходящие через него суда оказывались в зоне поражения береговых батарей Керченской крепости. Отсыпка велась методом каменной наброски с судов. Перегораживание пролива было закончено в 1868 году, в результате чего Средняя коса была удлинена более чем на пять километров. Между ней и крымским берегом остался проход шириной примерно в 900 метров. К началу XX века отсыпанная часть острова была размыта штормами.
Современный остров образовался из Тузлинской косы, продолжения Таманского полуострова, размытой в результате шторма 29 ноября 1925 года. Первоначальная ширина прорана в косе составляла 300 метров, к сентябрю 1926 года под воздействием течений ширина пролива между вновь образованным островом и остальной частью косы расширилась до 940 метров. По измерениям, проведённым в 1993 году, максимальная глубина над подводным баром в проливе между материковым мысом Тузла (Верблюд) и островом Коса Тузла составляла 3,1 метра, средняя 1,2 метра, а минимальная 0,3 метра. Ширина пролива составляла 4,1 км.
7 января 1941 года указом Президиума Верховного Совета РСФСР остров был включён в состав Крымской АССР, которая уже под названием Крымской области 19 февраля 1954 года была передана в состав Украинской ССР. После этого на картах, изданных в советское время, остров обозначался как территория УССР.
В 2003 году Россией была предпринята попытка соединения острова с косой Тузла путём строительства дамбы, приведшая к межгосударственному конфликту о принадлежности острова, который, однако не привёл к её пересмотру — остров продолжал управляться Украиной.
Президент Л. Д. Кучма в 2022 году признал, что в случае пересечения границы Украины на Тузле у пограничников и военных имелся его прямой приказ на открытие огня.
В связи с аннексией Крыма Россией глава МИД России Сергей Лавров 21 марта 2014 года заявил, что Керченский пролив больше не может являться предметом переговоров с Украиной. По российскому административному делению остров Тузла входит в состав Республики Крым, как часть Керчи.
В 2015 году началось строительство железнодорожно-автомобильного Крымского моста, маршрут которого проходит в том числе по острову Тузла; в 2018 году открылась автодорожная часть моста, в 2019 году завершилось строительство железнодорожной.

## Состояние острова до возведения Крымского моста

### Инфраструктура
На острове находилась украинская пограничная застава, рыбацкий посёлок, огороды, садовые участки, а также базы отдыха «Альбатрос» (построенная бывшим заводом «Альбатрос») и «Два моря» (Керченский морской торговый порт).
Электроснабжение острова обеспечивали две дизельные электростанции. Имелся причал и вертолётная площадка. В районе рыбацкого посёлка расположен второй причал, который находился в аварийном состоянии и не использовался. Вдоль острова были проложены две дороги с бетонным покрытием. На базе отдыха «Два моря» с мая по октябрь работал магазин.
Согласно данным российской публичной кадастровой карты, территория острова передана «для размещения объекта „Строительство транспортного перехода через Керченский пролив“». По тем же сведениям на побережье острова, обращённом в сторону Керчи и Азовского моря, располагается объект (кадастровый участок 90:19:010119:31 площадью 1,1061 га) с разрешённым использованием «Охрана Государственной границы Российской Федерации».

### Культурная жизнь
На острове Тузла в 1987—1995 годах проводились летние лагеря любителей фантастики «Комариная плешь».
27 сентября — 29 сентября 1993 года на острове проходили мероприятия I-го Боспорского форума современной культуры, посвящённого теме диалога цивилизаций. В рамках выставки инсталляций «Tabula Rasa» художников из России, Австралии и Греции (Валерий Айзенберг, Мария Гоуф, Ростислав Егоров, Константинос Иоаннидис, Аристарх Чернышёв и др.) под кураторством заместителя главного редактора журнала «Искусство» Михаила Боде была представлена, в том числе, километровая надпись вдоль пляжа «LOOK TO THE HEAVENS» (Смотри в небеса) авторства Р. Егорова. Также на острове состоялись перформансы и литературные чтения с участием российских и украинских поэтов — Ивана Жданова, Николая Звягинцева, Дмитрия Кузьмина, Андрея Полякова, Игоря Сида и др. Зрителями и слушателями являлись керчане и туристы, прибывшие на остров на катере вместе с авторами.
Мероприятия II-го Боспорского форума прошли на Тузле 18 июля 1994 года с участием литературной и научной элиты тогдашней эпохи, включая автора романа «Остров Крым» Василия Аксёнова, Михаила Айзенберга, Александра Асмолова, Ивана Ахметьева, Ивана Жданова, Фазиля Искандера, Тимура Кибирова, Александра Люсого, Владимира Микушевича, Юрия Нечипоренко, Евгения Сабурова (поэта и учёного-экономиста, возглавлявшего тогда совет министров Крыма), Руслана Элинина и других известных авторов нескольких поколений. С их участием на острове прошли поэтические чтения, перформанс «Письма с Понта» и другие литературные и художественные акции. По окончании мероприятий, участники форума пообщались с любителями фантастики, жившими на острове в лагере «Комариная плешь». Мероприятия III-го Боспорского форума на Тузле прошли 14 августа 1995 года с участием (помимо прежнего состава) новых авторов, в том числе Виктории Андреевой, Дмитрия Воденникова, Алексея Парщикова, Аркадия Ровнера, Льва Рубинштейна, Юлии Скородумовой и других. Таким образом, три первых Боспорских форума стали наиболее масштабными культурными событиями в истории острова Тузла.
1—2 августа 2008 года на острове Тузла проводился Первый международный литературно-художественный украинско-крымскотатарско-российско-белорусский фестиваль «Баррикада на Тузле» при содействии творческого объединения «Последняя баррикада». Идея фестиваля состоит в том, чтобы показать, что Крым может ассоциироваться не только с курортным сезоном или внешними политическими негативными факторами, но и с развитием современной украинской культуры. Кроме самой Тузлы, часть фестиваля прошла в Керчи и Симферополе.

### Экология
Во время сильного шторма более половины тузлинской суши уходит под воду. Постепенно исчезает южная часть острова: за последние 5 лет смыло около километра земли Тузлы. Для укрепления берега используют бетонные блоки. В 2010-е годы растительный мир острова претерпел существенные изменения.

#### Фильмы о Тузле
- «Тузла. Остров сокровищ». Документальный, автор П. Г. Шеремет, 2003[28].

## Состояние острова после возведения Крымского моста
Объекты на острове:
- Островная часть Крымского моста.
- Очистные сооружения, включая отстойники, для сточных/дождевых вод с моста.
- Охранный комплекс.

Все дома отдыха и пансионаты демонтированы. До 2014 года на острове действовала застава погранслужбы Украины.
Поблизости с островом, вероятно вследствие изменения карты течений, был естественным образом намыт песчаный так называемый «Бакланий остров», длиной около 100 метров, получивший название благодаря занявшей его птичьей колонии. Во время осенних штормов 2019 года остров был полностью размыт и исчез, просуществовав около двух лет.